# Виггенсбах
Виггенсбах (нем. Wiggensbach) — ярмарочная община в Германии, в земле Бавария.
Община расположена в правительственном округе Швабия в районе Верхний Алльгой. Население составляет 4795 человек (на 31 декабря 2010 года). Занимает площадь 31,83 км².
Ярмарочная община подразделяется на 3 сельских округа.

## Население
По оценке на 31 декабря 2015 года население общины Виггенсбах составляет 4955 чел. 

| Дата      | 1840 | 1871 | 1900 | 1925 | 1939 | 1950 | 1961 | 1970 | 1987 | 2011 |
| --------- | ---- | ---- | ---- | ---- | ---- | ---- | ---- | ---- | ---- | ---- |
| Население | 2315 | 1953 | 1958 | 2235 | 2138 | 2998 | 2650 | 2586 | 3468 | 4820 |

| Год       | 1960 | 1970 | 1980 | 1990 | 2000 | 2009 | 2010 | 2011 | 2012 | 2013 | 2014 | 2015 |
| --------- | ---- | ---- | ---- | ---- | ---- | ---- | ---- | ---- | ---- | ---- | ---- | ---- |
| Население | 2717 | 2599 | 3177 | 3751 | 4563 | 4788 | 4795 | 4822 | 4843 | 4834 | 4875 | 4955 |